# Szláv eposz
A Szláv eposz monumentális művészi alkotás, 20 hatalmas (legalább 4, de a képek többségében 6 métert is meghaladó méretű) festményből áll. Ezeken a képeken Alfons Mucha  a 19. század vége romantikus történelmi képeinek stílusában, a pánszláv eszme szellemében ábrázolja a szláv népek történelmének kiemelkedő eseményeit.

## Története
Charles Crane amerikai milliomos megbízásából 18 év alatt alkotta meg Alfons Mucha a 20 monumentális festményből álló ciklust. A sorozat első 11 darabját 1919-ben hatalmas érdeklődés mellett állította ki a művész a prágai Klementinumban. Ezt több amerikai kiállítás követte vegyes érdeklődés mellett. A kritika hűvösen fogadta a képeket az ódivatú 19. századi akadémikus–romantikus stílusa és pánszlávizmusuk miatt. Mucha a képeket 1928-ban Prága városának ajándékozta, a város azonban nem biztosított állandó kiállító helyet és 1935-ben összetekerték azokat és raktárba kerültek. 1950-ben a Mucha szülőfalujához közeli Moravský Krumlovba szállították azokat. Hosszú válogatás után 9 képet 1963-ban ki is állítottak. A teljes 'Szláv eposz' kiállítására azonban csak 1967-ben, 40 évvel az elkészültük után került sor.

## A képek
Az első 12 képet a művész 4 triptichonba rendezte.
1. Az első triptichon a erősen patetikus eszközökkel a szlávok legkorábbi történetének legendáit ábrázolja
2. A második triptichon a korai középkor szláv fejedelmeinek (Nagy Simeon bolgár cár, II. Ottokár cseh király és IV. István Uroš szerb cár) történetei köré van csoportosítva
3. A harmadik a szlávok hitét hirdeti, középpontban Husz Jánossal
4. Az utolsó, negyedik triptichon a cseh történet hősi napjait, a huszita háborúkat (Vitkov-hegyi csata stb.) ábrázolja.

A további 8 kép tematikusan 3 csoportba osztható
1. Az első csoport képei a szláv népek békeszeretetét, jámborságát, (Petr Chelčický) tudásszomját szimbolizálja
2. A második a szláv népek megsemmisítésére törő agresszorok elleni háborúknak (grünwaldi csata, Sziget védelme a török ellen) állít emléket
3. Mig a harmadik a szlávok egységét hirdeti, ami a liturgiákban és hitvilágban jelenik meg.

| Festmény | Cím                                                                        | Alcim                                              | Méretek       |
| -------- | -------------------------------------------------------------------------- | -------------------------------------------------- | ------------- |
|          | Szlávok az őshazában                                                       | A turániai vereség és gótok kardja között          | 8,10 x 6,10 m |
|          | Szvetovid imádása                                                          | Amikor az istenek háborúztak Szvetovid alkotott    | 8,10 x 6,10 m |
|          | Az ószláv nyelvű liturgia                                                  | Saját nyelveteken dicsőítsétek az Úrat             | 8,10 x 6,10 m |
|          | I. (Nagy) Simon bolgár cár                                                 | A szláv nyelvű irodalom hajnalcsillaga]]           | 4,80 x 4,05 m |
|          | II. Ottokár cseh király                                                    | A szláv dinasztiák szövetsége                      | 4,80 x 4,05 m |
|          | Stefan Dušan szerb fejedelmet a Keletrómai Birodalom császárává koronázzák | A szláv törvénykönyv                               | 4,05 x 4,80 m |
|          | Kroměříži Jan Milíč                                                        | Kolostor lesz egy bordélyházból                    | 4,05 x 6,20 m |
|          | Husz János a Bethlehem-kápolnában imádkozik                                | Győzedelmeskedik az igazság                        | 8,10 x 6,10 m |
|          | A Křížky találkozó                                                         | Két szín alatt (kiosztott úrvacsora)               | 4,05 x 6,20 m |
|          | A Grünwaldi csata után                                                     | Szolidaritás az északi szlávokkal                  | 6,10 x 4,05 m |
|          | A Vitkov-hegyi ütközet után                                                | Az Isten az igazságot és nem az erőt testesíti meg | 4,80 x 4,05 m |
|          | Petr Chelčický Vodňanyban                                                  | Ne fizesd vissza a gonoszságot gonoszsággal        | 6,20 x 4,05 m |
|          | Podjebrád György a huszita király                                          | A szerződéseket be kell tartani                    | 4,80 x 4,05 m |
|          | Zrinyi Miklós megvédi Szigetet a törökök ellen                             | A kereszténység pajzsa                             | 8,10 x 6,10 m |
|          | Kralicei biblia nyomtatása Ivančiceben                                     | Az Isten nekünk adta a nyelv ajándékát             | 8,10 x 6,10 m |
|          | Comenius utolsó napjai Naardenben                                          | Pislákoló remény                                   | 6,20 x 4,05 m |
|          | Athosz szent hegye                                                         | Az ortodox irodalom legrégebbi kincseinek menedéke | 4,80 x 4,05 m |
|          | Az Omladina társaság esküje a szláv hársak alatt                           | A szláv újjászületés                               | 4,80 x 4,05 m |
|          | Jobbágyfelszabadítás Oroszországban                                        | A munka szabadsága az Állam alapja                 | 8,10 x 6,10 m |
|          | A szlávok apoteózisa                                                       | A szlávok emberiessége                             | 4,05 x 4,80 m |